# Stade Iba-Mar-Diop
Le stade Iba Mar Diop est un stade multifonction situé à Dakar au Sénégal. Il a une capacité de 5 000 places assises. 

## Histoire
Ce stade porte le nom d'Iba Mar Diop, ancien sportif sénégalais aussi connu sous le nom de  Otraco, décédé à Bamako le 6 mai 1951,. Le stade Iba Mar Diop est inauguré en 1978. D'une capacité de 5 000 places, il comprend également une piste d'athlétisme. Les fédérations de handball et d'athlétisme ont leurs sièges au niveau du stade.
Le stade est le lieu en 1973 de la deuxième rencontre Afrique-États-Unis et, en 1979, il accueille les premiers Championnats d'Afrique d'athlétisme. En 2023; des travaux de réhabilitation à hauteur de 60 millions d'euros, financées par l'Agence française de développement, ont lieu pour préparer les Jeux olympiques de la jeunesse de 2026, le faisant passer à une capacité de 8 000 places.

## Utilisations
Le stade est utilisé pour les rencontres du championnat de football de Division 2 et sert de terrain d'entraînement pour le ASC Jaraaf et l'US Gorée, clubs de Première division. Les combats de lutte sénégalaise se déroulent également dans cette enceinte.